# William Wentworth (1907–2003)
William Charles Wentworth, född den 8 september 1907, död den 15 juni 2003, var en australisk politiker.
Wentworth var liberal ledamot av representanhuset från 1949 till 1977, med rykte om sig att vara en sträng antikommunist. Han var son till en framstående advokat i Sydney med samma namn och sonsons son till William Charles Wentworth. Han omtalas ibland som William Charles Wentworth IV men han kallade aldrig sig själv så.